# Новогеоргиевка (Туймазинский район)
Новогеоргиевка, Новая Георгиевка — упразднённая в 1981 году деревня Субханкуловского сельсовета Туймазинского района БАССР РСФСР СССР.

## География
Находится на западе республики, в пределах центральной части Бугульминско-Белебеевской возвышенности .

## История
Исключена из списков населённых пунктов в 1981 году. Указ Президиума ВС Башкирской АССР от 12.02.1981 № 6-2/66 «Об исключении некоторых населённых пунктов из учётных данных по административно-территориальному делению Башкирской АССР» гласил:

В связи с перечислением жителей и фактическим прекращением существования исключить из учётных данных по административно-территориальному делению Башкирской АССР …по Туймазинскому району…
ж.д. казарма 1387 км Сайрановского сельсовета

д. Новогеоргиевка Субхангуловского сельсовета